# Мелити
Мели́ти (греч. Μελίτη) — село на северо-западе Греции, у греко-северомакедонской границы. Расположено к северо-востоку от города Флорина, на реке Палеон-Рема (ρέμα Παλαιόν, Стара-Река, Στάρα Ρέκα), притоке Елашки (бассейн Црны), у подножья гор Ворас. Административно относится к общине Флорина в  периферийной единице Флорина в периферии Западная Македония. Площадь 31,082 км². Население 1432 человек по переписи 2011 года.

## История
Самая ранняя деятельность человека в Мелити, по данным археологических раскопок, относится к среднему неолиту (5800—5300 гг. до н. э.).
Называлось Вощарани (Овчарани, греч. Βοσταράνη). По греко-турецкому обмену населением турецкое население было выселено, а село заселено греческими беженцами из Восточной Фракии и Малой Азии. В 1926 году (ΦΕΚ 55Α) переименовано в Мелити.

## Энергетика
Благодаря богатым месторождениям лигнитов построена и работает ТЭС Мелити с одним энергоблоком установленной мощностью 330 МВт, принадлежащая Государственной энергетической корпорации Греции (ΔΕΗ). ТЭС построена при участии внешнеторгового объединения «Технопромэкспорт», которое поставило паровую турбину и генератор, изготовленный в 2000 году Ленинградским металлическим заводом. ТЭС введена в эксплуатацию в апреле 2003 года. Топливо поступало с угольных разрезов «Ахлада» (у села Ахлада) и «Клидион» (у села Клидион). Угольный разрез «Клидион» закрыт 23 мая 2008 года. Разрез «Ахлада» эксплуатировался с декабря 1936 года компанией «Λιγνιτωρυχεία Αχλάδας Α.Ε.». В июле 2022 года договор аренды разреза был расторгнут.
В 2018 году создана дочерняя компания «Λιγνιτική Μελίτης Α.Ε.» (Lignitiki Melitis S.A.), 100 % акций которой принадлежали ΔΕΗ. В 2022 году компания была поглощена ΔΕΗ.

## Население
| Год  | Население, человек |
| ---- | ------------------ |
| 1991 | 1518               |
| 2001 | 1533               |
| 2011 | ↘ 1432             |